# Siwianka (ptak)
Siwianka (Ceuthmochares aereus) – gatunek średniej wielkości ptaka z rodziny kukułkowatych (Cuculidae). Zamieszkuje Afrykę Subsaharyjską. Nie jest zagrożony wyginięciem.

## Systematyka
Takson ten został po raz pierwszy opisany przez Vieillota w 1817 roku pod nazwą Cuculus aereus na podstawie okazu znalezionego w Malembo w Angoli. Wyróżniono trzy podgatunki, ale pozycja taksonomiczna podgatunku australis jest kontrowersyjna i niepewna. Część systematyków, w tym Międzynarodowy Komitet Ornitologiczny (IOC), wyodrębnia ten takson do rangi gatunku.

### Podgatunki
- C. aereus flavirostris (Swainson, 1837)
- C. aereus aereus (Vieillot, 1817) – siwianka terkotliwa[4]
- C. aereus australis Sharpe, 1873 – siwianka gwiżdżąca[4]

## Występowanie
Ptak ten występuje na terenie Afryki Subsaharyjskiej w zależności od podgatunku:
- flavirostris występuje od Gambii do Nigerii, na zachód od rzeki Niger.
- aereus występuje w Nigerii i Bioko do Sudanu Południowego oraz zachodniej Kenii, na południe przez Demokratyczną Republikę Konga do Angoli i północnej Zambii.
- australis występuje na nizinach Etiopii i Kenii do Tanzanii (włącznie z przybrzeżnymi wyspami), w Malawi, Mozambiku i na wschodnich wybrzeżach RPA.

## Morfologia
Ma ciemnoniebiesko-szare upierzenie i jasnożółty dziób.
Długość ciała 33 cm.

## Status
Międzynarodowa Unia Ochrony Przyrody (IUCN) uznaje siwiankę za gatunek najmniejszej troski (LC – Least Concern). Siwiankę gwiżdżącą uznaje za osobny gatunek i również zalicza go do kategorii najmniejszej troski.